# Evangelická církev augsburského vyznání na Slovensku
Evangelická církev augsburského vyznání na Slovensku (slov. Evanjelická cirkev augsburského vyznania na Slovensku) je luteránská církev a největší protestantská církev na Slovensku. K církvi se v roce 2011 hlásilo 316 250 členů, což představuje 5,9 % populace Slovenské republiky.[zdroj?] Církev je tvořena 326 sbory.[zdroj?]

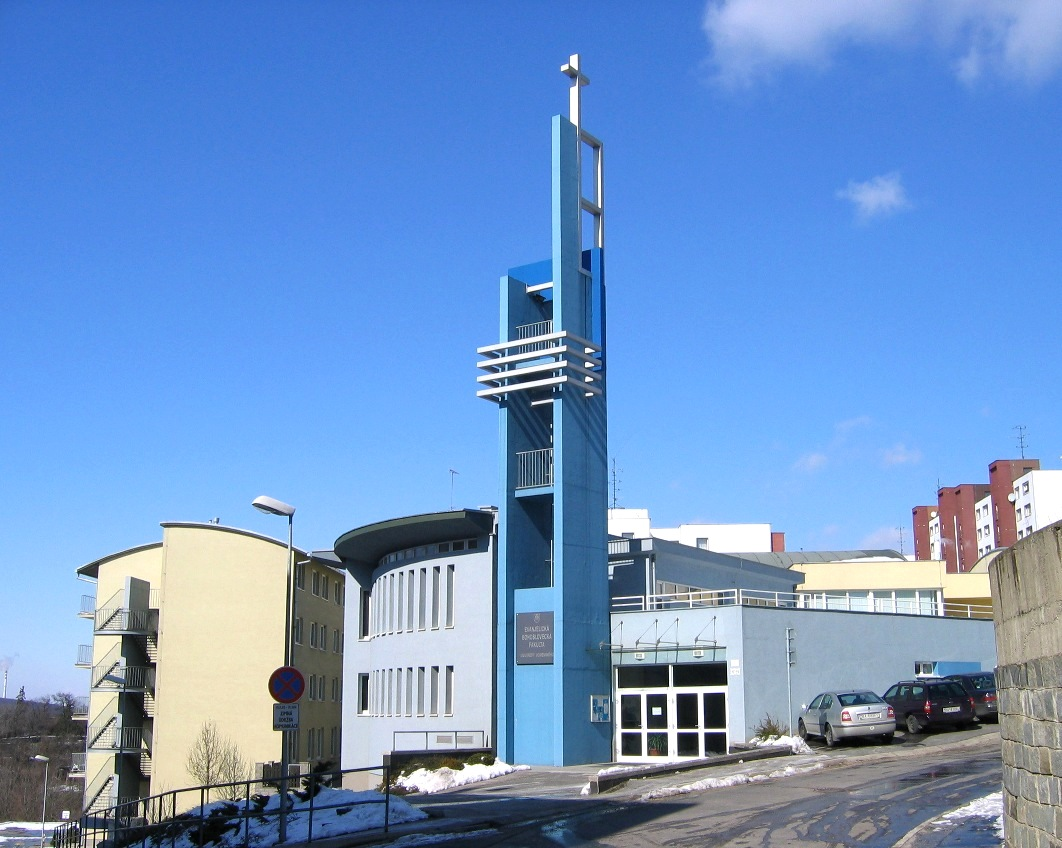
Evangelická bohoslovecká fakulta Univerzity Komenského v Bratislavě

Evangelická církev augsburského vyznání na Slovensku je členkou Světové rady církví, Světové luterské federace a Konference evropských církví.

## Dějiny
Reformace na Slovensko pronikla v souvislosti s husitským hnutím a výboji Jana Jiskry z Brandýsa. Po jeho potlačení se po r. 1517 začala řada farností přiklánět k Lutherovu učení a jeho návratu k Bibli. V druhé polovině 16. století byly dvě třetiny obyvatel evangelíky.
Na synodě v Žilině v roce 1610 byly položeny základy samosprávné organizace církve. Vznikly první tři superintendence (biskupství) a byli zvolení první tři superintendenti (biskupové) – Eliáš Láni, Samuel Melík a Izák Abrahamides pro západní a střední Slovensko. Na východním Slovensku vznikly dvě superintendence v roce 1614 na synodě v Spišském Podhradí. Prvním jazykem slovenských evangelíků, používaném po staletí, se stala biblická čeština.
Církev existovala s omezeními od roku 1681. Oficiálně byla opět povolena Tolerančním patentem z roku 1781. Po něm byly postaveny, ovšem s mnohými stavebními omezeními dvě třetiny evangelických kostelů. Úplná rovnost církví před zákonem nastala až v roce 1848. Liberalizaci ve vztahu státu k evangelické církvi znamenal i Císařský patent z roku 1859, který však vyvolal v spory, známé jako patentální boje. Vznikem ČSR v roce 1918 se konstituovala samostatná ECAV na Slovensku.
V období první republiky byla ECAV členkou Sdružení evangelických církví ČSR. Nejužší vztah měla s Českobratrskou církví evangelickou. Ekumenické tendence se začaly projevovat již v roce 1920. Dvacátá a třicátá léta byla mimořádně bohatá na vznik nových evangelických sdružení, například Spolok evanjelických kňazov, Hurbanov kruh teologickej evanjelickej mládeže, nebo Slovenská evanjelická jednota.

## Teologie a nauka
ECAV na Slovensku za pramen víry považuje Bibli zloženou ze Starého i Nového zákona. Za její správné vysvětlení považuje Augsburské vyznání. Věrouku tvoří Symbolické knihy luteránství (Augsburské vyznání, Šmalkaldské články, Apologie, Malý Lutherův katechismus, Velký Lutherův katechismus). Za svátosti církev považuje křest a Večeři Páně. Zpověď je ušní i všeobecná. Do duchovní služby ordinuje také ženy. V morálních otázkách je církev konzervativní. 

## Bohoslužba
Bohoslužba ECAV na Slovensku je nazývaná Služby Boží. Kněz nosí při bohoslužbě černý talár s tabulkami (tzv. luterák) a bílou komži. Biskupové nosí i biskupský kříž. Služby Boží se konají o nedělích a svátcích. 

## Současnost
ECAV je zakládajícím členem Světového luteránského svazu (SLZ), Konference evropských církví (KEC) a Světové rady církví (SRC), jejichž sídlem je Ženeva. Na Slovensku je ECAV zakládajícím členem Ekumenické rady církví.
V roce 2001 se k ní hlásilo podle Statistického úřadu SR 6,93 % slovenské populace, tj. 372 858 osob.[zdroj?] K roku 2004 měla církev 326 sborů, 357 duchovních, 651 kostelů a modliteben.[zdroj?] Při sčítání v roce 2011 se k církvi přihlásilo 316 250 lidí, tj. 5,9% obyvatel.[zdroj?]
V čele církve stojí od prosince 2018 Mgr. Ivan Eľko, generální biskup, a Ing. Ján Brozman, generální dozorce.
Evangelická církev, na rozdíl od některých ostatních církví, nepoužívá na oslovení duchovních slovo „otec“, protože podle Ježíšových slov v evangeliích patří toto oslovení jenom nebeskému Otci. Proto před oslovení biskup, senior, farár, patří slovo „brat“, resp. „sestra“.

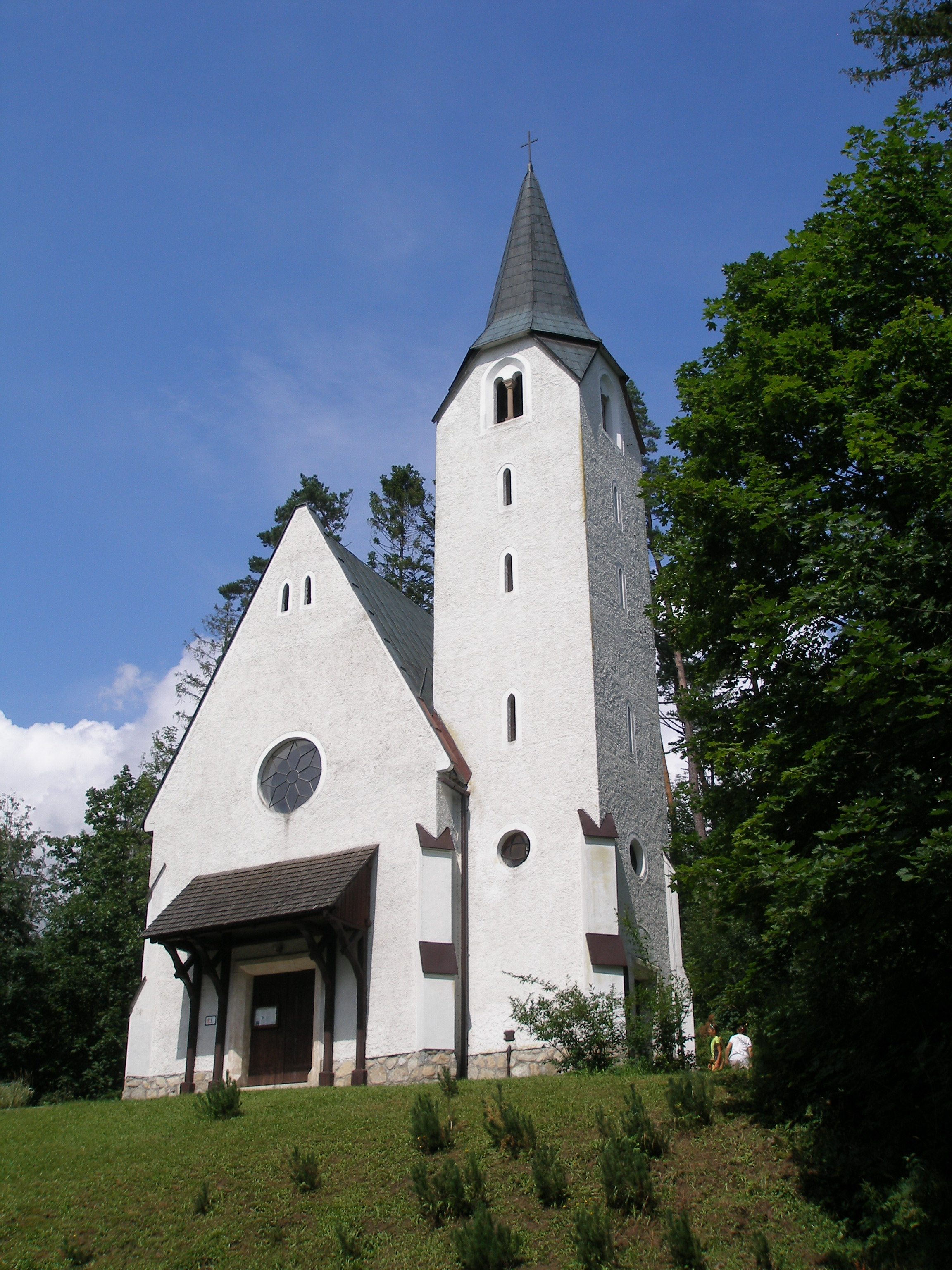
Kostel ECAV v Tatranské Lomnici

## Organizační struktura
Základní organizační složkou je církevní sbor. Sbory se sdružují v senioráty a senioráty v dištrikty. ECAV je rozdělena do dvou distriktů: Východní a Západní distrikt a 14 seniorátů, z toho je 8 seniorátů v západním a šest ve východním distriktu: Je sesterskou církví Evangelické církve augsburského vyznání v České republice.
Západní distrikt:
- Myjavský
- Bratislavský
- Považský
- Novohradský
- Rimavský
- Dunajsko-nitriansky
- Hontiansky
- Zvolenský

Východní distrikt
- Turčiansky
- Liptovsko-oravský
- Košický
- Šarišsko-zemplínsky
- Tatranský
- Gemerský